# Оспан-батир
Оспан-батир (Осман-батир) Ісламули (каз. Оспан батыр; وسپان باتىر; уйг. ئوسمان باتۇر, трансліт. Осман батур; кит. спр. 欧斯曼·巴图尔, піньїнь: піньїнь: Ōusīmàn Bātúěr; 1899 — 29 квітня 1951) — один із лідерів національно-визвольного руху тюркських народів у Північному Сіньцзяні (Джунгарії).

## Біографія
Оспан-батир народився 1899 року в зимівлі Ондикара Коктогайського району Алтайського округу імперії Цін. Походить з роду Молқи племені Керей Середнього жузу.
Шежире: Керей' – Абақ – Жапбас — Молқи — Қожанқұл — Тағанақ — Ариқ — Машан батир — Айтуған — Бегали — Төлес — Райимбек — Райіис — Ісләм — Оспан батир.
У 1940 році брав участь у казахському заколоті у Кектокаї проти губернатора Сіньцзяна Шен Шіцая. У червні 1943 року серед алтайських казахів знову спалахнуло повстання через рішення влади насильно переселити їх на південь Сіньцзяна, а китайських біженців — на кочівлі казахів.
У 1943 році під час зустрічі Оспана з Хорлогійном Чойбалсаном йому було передано 1000 гвинтівок, 20 кулеметів та боєприпаси для дій проти гоміньданівського уряду. Навесні 1944 року Оспан відвів із Сіньцзяну на територію МНР кілька тисяч казахів, а до середини вересня 1945 року його загони разом із військами північного фронту СТР повністю визволили Алтайський округ від гоміньданівських військ. Після цього Оспан-батир був призначений урядом СТР губернатором Алтайського округу та нагороджений орденом Народного героя Східно-Туркестанської республіки. При цьому Оспан виношував плани створення повністю незалежного від СТР і Китайської Республіки Алтайського ханства, сподіваючись на обіцянки підтримки Чойбалсаном. Це викликало занепокоєння радянського керівництва, зокрема Берії, який рекомендував йому припинити бойові дії проти китайців. Оспан же, пославшись на хворобу, залишив пост губернатора Алтаю і знову очолив казахський загін, який став грабувати не стільки гоміньданівські підрозділи та обози, скільки кишлаки, які контролювали СТР. До кінця 1946 Оспан остаточно перейшов на бік Гоміньдану, отримавши посаду «особливо уповноваженого сіньцзянського уряду в Алтайському окрузі».
У 1947 році Оспан взяв участь у вторгненні на територію МНР та Байтак-Богдоському прикордонному конфлікті. Після провалу цієї операції Оспан залишився на боці Гоміньдану, і після того, як у 1949 році частини НВАК увійшли до Урумчі і встановили в Сіньцзяні режим КПК, очолив казахів у заколоті проти нової влади. У 1950 році 19 лютого на горі Канамбол у містечку Макай (Ганьсу) Оспан-батир потрапив у полон і 29 квітня наступного року був публічно розстріляний в Урумчі.